# Aina Cid
Aina Cid Centelles (* 1. September 1994 in Amposta) ist eine spanische Ruderin.

## Sportliche Karriere
Im Jahr 2011 belegte Aina Cid bei den Junioren-Weltmeisterschaften den vierten Platz im Doppelzweier, 2012 erreichte sie im Einer den fünften Platz. 2013 und 2014 ruderte sie im Zweier ohne Steuerfrau bei den U23-Weltmeisterschaften, verpasste aber jeweils das A-Finale. 2016 qualifizierte sie sich zusammen mit Anna Boada im Zweier ohne Steuerfrau für die Olympischen Spiele in Rio de Janeiro. Dort erreichten die beiden das Finale und belegten den sechsten Platz. Bei den Weltmeisterschaften 2017 in Sarasota kamen die Spanierinnen als Fünfte ins Ziel. Ein Jahr später bei den Weltmeisterschaften 2018 in Plowdiw siegten die Kanadierinnen Caileigh Filmer und Hillary Janssens vor den Neuseeländerinnen Grace Prendergast und Kerri Gowler, dahinter gewannen Aina Cid und Anna Boada die Bronzemedaille. 
2019 rückte Virginia Díaz zu Aina Cid ins Boot, beim Weltcup-Auftakt in Plowdiw belegten die beiden den sechsten Platz. Bei den Europameisterschaften 2019 in Luzern gewannen die Spanierinnen dann den Titel vor den Booten aus Rumänien und aus Italien. Bei den Europameisterschaften 2020 gewannen sie die Silbermedaille hinter Rumänien, 2021 in Varese erkämpften sie Bronze hinter den Britinnen und den Rumäninnen. Bei der Olympischen Regatta in Tokio erreichten die Spanierinnen das A-Finale und belegten den sechsten Platz.
Nachdem Cid bei den internationalen Meisterschaften 2022 kein A-Finale erreicht hatte, gewann sie bei den Europameisterschaften 2023 in Bled zusammen mit Esther Briz die Bronzemedaille im Zweier ohne Steuerfrau. Mit dem achten Platz bei den Weltmeisterschaften in Belgrad gelang dann die Olympiaqualifikation. Bei den Olympischen Spielen 2024 in Paris gewannen die beiden Spanierinnen das B-Finale und wurden damit Siebte der Gesamtwertung.
Die 1,70 m große Aina Cid rudert für den Club Nautic in Amposta.